# Centre de recherche en astronomie, astrophysique et géophysique
 (juin 2023).
La mise en forme du texte ne suit pas les recommandations de Wikipédia : il faut le « wikifier ».
Les points d'amélioration suivants sont les cas les plus fréquents. Le détail des points à revoir est peut-être précisé sur la page de discussion.
- Les titres sont pré-formatés par le logiciel. Ils ne sont ni en capitales, ni en gras.
- Le texte ne doit pas être écrit en capitales (les noms de famille non plus), ni en gras, ni en italique, ni en « petit »…
- Le gras n'est utilisé que pour surligner le titre de l'article dans l'introduction, une seule fois.
- L'italique est rarement utilisé : mots en langue étrangère, titres d'œuvres, noms de bateaux, etc.
- Les citations ne sont pas en italique mais en corps de texte normal. Elles sont entourées par des guillemets français : « et ».
- Les listes à puces sont à éviter, des paragraphes rédigés étant largement préférés. Les tableaux sont à réserver à la présentation de données structurées (résultats, etc.).
- Les appels de note de bas de page (petits chiffres en exposant, introduits par l'outil «  Source ») sont à placer entre la fin de phrase et le point final[comme ça].
- Les liens internes (vers d'autres articles de Wikipédia) sont à choisir avec parcimonie. Créez des liens vers des articles approfondissant le sujet. Les termes génériques sans rapport avec le sujet sont à éviter, ainsi que les répétitions de liens vers un même terme.
- Les liens externes sont à placer uniquement dans une section « Liens externes », à la fin de l'article. Ces liens sont à choisir avec parcimonie suivant les règles définies. Si un lien sert de source à l'article, son insertion dans le texte est à faire par les notes de bas de page.
- La présentation des références doit suivre les conventions bibliographiques. Il est recommandé d'utiliser les modèles {{Ouvrage}}, {{Chapitre}}, {{Article}}, {{Lien web}} et/ou {{Bibliographie}}. Le mode d'édition visuel peut mettre en forme automatiquement les références.
- Insérer une infobox (cadre d'informations à droite) n'est pas obligatoire pour parachever la mise en page.

Pour une aide détaillée, merci de consulter Aide:Wikification.
Si vous pensez que ces points ont été résolus, vous pouvez retirer ce bandeau et améliorer la mise en forme d'un autre article.
Le Centre de recherche en astronomie, astrophysique et géophysique, en abrégé CRAAG, est un Établissement algérien public à caractère scientifique et technologique (EPST) régi par le décret 20-06 du février 2006. Il est issu de la création de l'Observatoire d'Alger en 1890, puis de l'IMPGA en 1931, suivi en 1980 du CNAAG.
 (novembre 2022).
En 1985, lors de la mise en place des statuts des centres de recherches, le CRAAG fut créé par décret 83-521. Il fit partie du HCR en 1990 et fut placé en 1991 sous l'autorité du Ministère de l'Intérieur algérien.

## Historique
Le CRAAG résulte de la fusion de deux organismes ayant existé durant l’époque coloniale, à savoir l’Observatoire d’Alger crée en 1890 et l’Institut de Physique du Globe d’Alger l’IMPGA en 1931. L'activité scientifique au niveau de l’Observatoire a été marquée par une activité scientifique intense se caractérisant par la :
- Participation au programme international de la carte du ciel de 1909 à 1925.
- Découverte de petites planètes dont l’une d’elles porte le nom de Bouzaréah
- Détermination du temps, enrichissement du catalogue fondamental, etc.

L’IMPGA fut quant à lui crée en 1931. Il avait pour missions de promouvoir l’étude géophysique de notre pays, mais aussi de prendre en charge la surveillance sismique du territoire ; le séisme constituant en Algérie la principale calamité naturelle. Cet Institut entrepris de nombreuses études dans les domaines de la sismologie, du géomagnétisme et de la gravimétrie.
En 1980, fut créé le Centre National en Astronomie Astrophysique et Géophysique regroupant les activités de l’Institut de Météorologie et de Physique du globe d’Algérie et de l’Observatoire d’Alger, placé sous tutelle de l’ONRS. Ce regroupement s’imposa dans le souci de redonner à ces deux axes scientifiques importants la place qui leur revenait et sauvegardait les possibilités de développement des études géophysiques et astronomiques en Algérie. 
En 1985, la recherche scientifique bénéficia de l’attention des pouvoirs publics qui décidèrent de la création de Centres de Recherche à la faveur du décret 83-521. C’est ainsi que fut créé le CRAAG qui reprit les prérogatives de l’ex CNAAG mais qui bénéficia de l’organisation et du mode de gestion des Centres de Recherche. Ce Centre fut en premier lieu placé sous la tutelle du Ministère de l’Enseignement Supérieure et de la Recherche Scientifique. À la suite du séisme qui frappa la région de Tipaza le 29 octobre 1989, le CRAAG fut placé sous la tutelle du Haut Commissariat à la Recherche. En 1991 le CRAAG changea une nouvelle fois de tutelle et fut placé sous l'autorité du Ministère de l'Intérieur et des Collectivités Locales.
La neuvième Rencontre Nationale sur les Occultations à Laghouat du 22 au 25 octobre 2020 pour l’observation de l’occultation de l’étoile HIP 5315 de la constellation de la baleine par l’astéroïde 1171 Rusthawelia a réuni 120 participants et 44 télescopes.

## Missions
LE CRAAG a pour missions (décret 05-06) :d’entreprendre des recherches et des études en astronomie, astrophysique et géophysique et d’exploiter les divers résultats qui en découlent ;
D’assurer la surveillance sismique du territoire national de façon permanente et d’établir les liaisons nécessaires avec les autorités compétentes et les structures opérationnelles concernées ;
D’étendre et de densifier le réseau sismologique à l’ensemble du territoire national et d’en assurer l’exploitation et la maintenance ;
D’étendre et de densifier le réseau sismologique à l’ensemble du territoire national et d’en assurer l’exploitation et la maintenance ;
D’établir les catalogue et carte sismique, de recenser et de regrouper les documents anciens, y compris ceux existant à l’étranger, pour approfondir et enrichir l’histoire de la sismicité algérienne et constituer la banque des données sismiques ;
D’évaluer l’aléa sismique du territoire national ; 
De réaliser des études sur les risques géologiques et de participer la micozonation des centres urbains ; 
De participer aux actions de réduction des risques sismiques ; 
D’assurer le suivi permanent des phénomènes géophysique et astronomique naturels ; 
De développer les observations et les réseaux géophysique et astronomique ; 
De développer et d’étendre, à travers le territoire national, les stations et réseaux géomagnétiques astronomiques et services de l’heure ainsi que le réseau gravimétrique et l’exception de réseaux fondamentaux ;
D’exploiter les données des observations astronomiques et géophysiques terrestres, aériennes et satellitaires ; D’entreprendre des études de la forme et des mouvements de la terre ;
D’entreprendre des études en astronomie fondamentales, solaire, satellitaire et des études liées à l’évolution de l’univers ;   
De mener des études sur les milieux interplanétaires et interstellaires ; 
De définir et conserver l’étalon du temps national et des fréquences et de contribuer  à leur diffusion ; 
De concevoir et de réaliser des instruments spécifiques aux travaux de recherche en astronomique et géophysique.

### Ses divisions
- astrophysique solaire ;
- physique stellaire et haute énergies ;
- physique du globe ;
- géophysique de subsurface ;
- études sismologiques ;
- aléas et risques géologiques.

## Découvertes
C’est à l'observatoire d'Alger que plusieurs astéroïdes de la ceinture principale ont été découverts et nommés en lien avec le lieu : 
- (858) El Djezaïr découvert le 26 mai 1916 par Frédéric Sy[2] ;
- (859) Bouzaréah découvert le 2 octobre 1916 également par Frédéric Sy[3] ;
- (1213) Algeria découvert le 5 décembre 1931 par Guy Reiss[4].

## Personnalités liées à l’observatoire
- Jules Voinot (architecte) ;
- Charles Simon, chargé de mission, du 26 novembre 1858 à avril 1861 ;
- François Gonnessiat, directeur de l'Observatoire d'Alger, de 1907 à 1931 ;
- Odette Bancilhon ;
- Alfred Schmitt ;
- Frédéric Sy ;
- Benjamin Jekhowsky ;
- Guy Reiss ;
- Assia Harbi[5] (1964-2021)[6],[7], directrice de recherche en géophysique, membre du Conseil consultatif national (CCN) d'Algérie, coordinatrice de l’équipe de sismologie historique, Professeur Associé à l'université de Khemis Miliana, Associée au Centre International de Physique Théorique de Trieste (Italie) depuis 2004, coordinatrice "North African Group for Earthquake and Tsunami studies" (NAGET)[8], membre du Projet ONG2, Vice-Présidente de l'association “Arab Geosciences Union"[9].

## Identité visuelle

Logo de la CRAAG.